# Capron (Virginia)
Capron es una localidad del Condado de Southampton, Virginia, Estados Unidos. Según el censo de 2000 tenía una población de 167 habitantes y una densidad de población de 403.0 hab/km².

## Demografía
Según el censo de 2000, había 167 personas, 72 hogares y 45 familias residiendo en la localidad. La densidad de población era de 403,0 hab./km². Había 79 viviendas con una densidad media de 190,6 viviendas/km². El 72,46% de los habitantes eran blancos, el 27,54% afroamericanos y el 0,00% pertenecía a dos o más razas.
Según el censo, de los 72 hogares en el 26,4% había menores de 18 años, el 48,6% pertenecía a parejas casadas, el 11,1% tenía a una mujer como cabeza de familia y el 37,5% no eran familias. El 36,1% de los hogares estaba compuesto por un único individuo y el 16,7% pertenecía a alguien mayor de 65 años viviendo solo. El tamaño promedio de los hogares era de 2,32 personas y el de las familias de 3,04.
La población estaba distribuida en un 24,0% de habitantes menores de 18 años, un 6,0% entre 18 y 24 años, un 30,5% de 25 a 44, un 23,4% de 45 a 64 y un 16,2% de 65 años o mayores. La media de edad era 41 años. Por cada 100 mujeres había 103,7 hombres. Por cada 100 mujeres de 18 años o más, había 95,4 hombres.

## Geografía
Según la Oficina del Censo de los Estados Unidos, la localidad tiene un área total de 0,4 km², todos ellos correspondientes a tierra firme.